# Caterham CT05
El Caterham CT05 fue un monoplaza de Fórmula 1 diseñado por Caterham para competir en la Temporada 2014 de Fórmula 1. Es conducido por Marcus Ericsson y por Kamui Kobayashi. El CT05 fue diseñado para montar el nuevo motor de Renault, el V6 1.6 turbo denominado Renault Energy F1-2014.
El monoplaza se presentó el día 28 de enero de 2014 en el Circuito de Jerez, directamente en pista en la primera jornada de los test de pretemporada. 
Es el último monoplaza de la historia de Caterham, ya que su participación en la Temporada 2015 se vio frustrada debido a la quiebra de la escudería.

## Resultados
(Clave) (negrita indica pole position) (cursiva indica vuelta rápida)
| Año  | Motor                               | Neu. | N.º | Pilotos         | 1   | 2   | 3   | 4   | 5   | 6   | 7   | 8   | 9   | 10  | 11  | 12  | 13  | 14  | 15  | 16  | 17  | 18  | 19  | Puntos | Pos. |
| ---- | ----------------------------------- | ---- | --- | --------------- | --- | --- | --- | --- | --- | --- | --- | --- | --- | --- | --- | --- | --- | --- | --- | --- | --- | --- | --- | ------ | ---- |
| 2014 | Renault Energy F1-2014 1.6 V6 Turbo | P    |     |                 | AUS | MYS | BHR | CHN | ESP | MON | CAN | AUT | GBR | GER | HUN | BEL | ITA | SIN | JPN | RUS | USA | BRA | ABU | 0      | 11°  |
| 2014 | Renault Energy F1-2014 1.6 V6 Turbo | P    | 9   | Marcus Ericsson | Ret | 14  | Ret | 20  | 20  | 11  | Ret | 18  | Ret | 18  | Ret | 17  | 19  | 15  | 17  | 19  |     |     |     | 0      | 11°  |
| 2014 | Renault Energy F1-2014 1.6 V6 Turbo | P    | 10  | Kamui Kobayashi | Ret | 13  | 15  | 18  | Ret | 13  | Ret | 16  | 15  | 16  | Ret |     | 17  | DNS | 19  | Ret |     |     | Ret | 0      | 11°  |
| 2014 | Renault Energy F1-2014 1.6 V6 Turbo | P    | 45  | André Lotterer  |     |     |     |     |     |     |     |     |     |     |     | Ret |     |     |     |     |     |     |     | 0      | 11°  |
| 2014 | Renault Energy F1-2014 1.6 V6 Turbo | P    | 46  | Will Stevens    |     |     |     |     |     |     |     |     |     |     |     |     |     |     |     |     |     |     | 17  | 0      | 11°  |

- Pilotos y constructores suman puntos dobles en el Gran Premio de Abu Dabi.